# ケンイチ (プロレスラー)
ケンイチ（1996年8月12日 - ）は、日本のプロレスラー。血液型A型。

## 来歴
2021年
- プロフェッショナルレスリングJUST TAP OUT研修生1期生として入団。なかなかデビューできない悩みから破天荒キャラへ。試合に乱入し続け、同期のファイヤー勝巳を怒らせたことから、デビュー戦の相手として承諾させた。
- 8月8日、王子大会にてデビュー。これまでJTOの新人は後楽園ホール大会からデビューしていたが、以外の会場からは初となる。独自のスタイルを貫き、その後「ケンイチ軍団」を結成した。

2023年
- 7月17日、軍団解散マッチにて敗退したため「ケンイチ軍団」解散。その後、旅に出ると言ってジャタブラック（ジャタップくん）と共に離れた。
- 9月17日、ファイティングサロンプロジェクトにて藤原龍志として再デビュー。

2024年
- 6月11日、藤原龍志として引退を発表した[1]。
- 7月15日、JTO後楽園大会にてケンイチとしてサプライズ登場。JTOに再合流した。

## 得意技
- ヘッドバット
- フライングショルダータックル
- 破天荒ダイビングヘッド
- 監獄固め

## 入場曲
- ケンイチのテーマ（ケンイチ）
- The Room（藤原龍志）